# Bataille de Palma
Insurrection djihadiste au Mozambique
Batailles
- Mocímboa da Praia
- Palma

La bataille de Palma se déroule du 24 mars au 5 avril 2021, pendant l'insurrection djihadiste au Mozambique. Pendant les combats, la ville de Palma tombe aux mains des djihadistes de l'État islamique le 27 mars, mais l'armée mozambicaine en reprend le contrôle le 5 avril.

## Contexte
Depuis 2017, la province de Cabo Delgado, au nord du Mozambique, est le théâtre d'une insurrection djihadiste menée par l'État islamique en Afrique centrale,. En mars 2021, après quelques mois d'accalmie, les djihadistes lancent une offensive contre la ville de Palma, située près de la frontière avec la Tanzanie,.
Peuplée de 75 000 habitants, dont de nombreux réfugiés, la ville portuaire de Palma est alors défendue par un millier de militaires et de policiers. Elle se situe à une dizaine de kilomètres du site d'Afungi, où l'entreprise Total pilote un immense projet de gaz naturel liquéfié, censé être opérationnel en 2024,,. L'attaque survient le jour même où Total annonçait la reprise des travaux. L'AFP indique cependant que « selon plusieurs experts, vu l'ampleur de l'attaque et sa préparation minutieuse, il semble peu probable qu'elle soit liée à l'annonce de Total le même jour ».
Le 7 mars, les djihadistes avaient pris le poste frontière de Nonje, à la frontière avec la Tanzanie, sur le Ruvuma, isolant Palma du reste du Mozambique.

## Déroulement
Les combats débutent le 24 mars. Alors que les troupes mozambicaines s'attendaient à une attaque par le sud, un minimum de 150 djihadistes s'infiltrent pendant plusieurs jours par le nord et attaquent les villages au nord et à l'ouest de Palma, provoquant une grande confusion du côté des militaires. L'offensive contre la ville est ensuite menée sur trois fronts.
Dès le premier jour de l'attaque, des centaines de civils fuient dans la forêt, tandis que d'autres trouvent refuge dans l'enceinte du site gazier d'Afungi ou dans un hôtel avoisinant, l'hôtel Amarula,. Plus de 180 expatriés se retrouvent assiégés pendant 48 h dans l'hôtel,,. Ils sont finalement évacués le 26 mars en fin de journée. Un premier groupe de 80 personnes quitte l'hôtel à bord d'un convoi de 17 camions qui est rapidement attaqué. Au moins sept personnes sont tuées et seulement sept des 17 camions du convoi parviennent à s'échapper,. Le deuxième groupe de 100 personnes quitte quant à lui l'hôtel à pied et se porte en direction de la plage où les militaires les évacuent en pleine nuit par bateau. Après les combats, douze corps seront retrouvés décapités près de l'hôtel Amarula.
Le Dyck Advisory Group, une société de sécurité privée sud-africaine travaillant pour le Mozambique et dont le contrat se termine le 6 avril 2021, a utilisé six hélicoptères légers (3 Gazelle, 2 Écureuil et 1 Alouette III) pour tirer sur les insurgés et évacuer 240 civils, mais qui ont dû se retirer par manque de carburant. Lionel Dyck, le fondateur de la société, s'est plaint du refus de Total de les ravitailler,.
Dans la nuit du 26 au 27 mars, les troupes gouvernementales battent en retraite et la ville de Palma tombe entièrement aux mains de l'État islamique, après trois jours de combats.
La garnison mozambicaine parvient cependant à tenir le site gazier d'Afungi. Le soir du 27 mars, un navire quitte Afungi avec 1 400 personnes à son bord, qui sont débarquées le lendemain à Pemba.
De nombreux petits navires civils participent à l'évacuation de personnes durant toute la durée de l'assaut. Des hélicoptères de combat Mil Mi-24 et Mil Mi-17 de Paramount Group pilotés par des Ukrainiens sont également intervenus, mais semblent avoir été contraints de se retirer des efforts de sauvetage pendant 36 heures après avoir été pris pour cibles.
Le dimanche 28, les insurgés commencent à se retirer de la ville mais il y en a toujours embusqués en ville le 31 mars où des tirs continuent.
Le 29 mars, l'État islamique revendique l'attaque et la prise de la ville.
Le 2 avril 2021, le président de l'Afrique du Sud annonce une opération d'évacuation de ses ressortissants par les Forces de défense d’Afrique du Sud.
Les combats se poursuivent et les forces gouvernementales mènent une contre-attaque pour reprendre Palma. Le 4 avril, l'armée mozambicaine affirme que la ville est repassé sous contrôle gouvernemental, qu'un nombre « important » de djihadistes a été tué et que la zone de l'aérodrome a été nettoyée dans la matinée.
Le 5 avril 2021, un porte-parole de l'armée mozambicaine annonce que les forces gouvernementales ont repris le contrôle de Palma : « Nous avons achevé le nettoyage (de la ville). (...) Elle est complètement sûre ».

## Pertes et conséquences
Le bilan humain est inconnu. RFI indique cependant que « les témoins parlent de nombreux morts, de personnes décapitées et d'une ville réduite en cendre ». Le soir du 28 mars, le gouvernement mozambicain annonce au moins plusieurs dizaines de morts.
Selon le média mozambicain Pinnacle News, au moins 21 soldats mozambicains et plusieurs dizaines de civils ont été tués pendant les combats. Du côté des travailleurs expatriés, on compte au moins une douzaine d'étrangers dont un Sud-Africain et un Britannique tués lors des attaques,, et d'autres ressortissants ont été présumés morts dont certains membres du personnel des Nations unies et des ONG. Un citoyen portugais a été blessé.
Total annonce la suspension de ses opérations. L'entreprise française affirme qu'elle « ne déplore pas de victimes parmi le personnel employé sur le site du projet » à Afungi, mais qu'elle va « réduire au strict minimum le personnel ».
Le 30 mars, le Portugal annonce l'envoi au Mozambique d'une soixantaine de militaires dans les prochaines semaines dans le cadre d'une mission de formation prévue depuis la fin de 2020.

## Vidéographie
- [vidéo] Mozambique : des survivants de l'attaque de la ville de Palma témoignent, France 2, 15 avril 2021.